# Marc Conrad
Marc Conrad (* 7. Oktober 1960 in Luxemburg) ist ein luxemburgischer Filmproduzent, Autor und Medienmanager.

## Leben und Karriere
Der Sohn eines Eisenbahnbeamten besuchte von 1971 bis 1979 das Athénée Royale in Luxemburg und studierte dann von 1980 bis 1983 an der Université libre de Bruxelles. Parallel arbeitete er als freier Mitarbeiter für das luxemburgische und französische Fernsehen und für die luxemburgische Tageszeitung Lëtzebuerger Journal.
1983 begann er seine Karriere als Nachrichtenredakteur beim Fernsehsender RTL plus. Ab 1987 war er dort Chef vom Dienst in der Nachrichtenredaktion. Im Mai 1988 wurde er persönlicher Referent des RTL-Geschäftsführers Helmut Thoma. 1990 wurde er Prokurist des Senders und übernahm u. a. die Verantwortung für die Film- und Serienproduktion. Ab Februar 1992 war er RTL-Programmdirektor und ab Januar 1994 alleiniger stellvertretender Geschäftsführer von RTL. Während dieser Zeit wurden die Nachrichtenformate Explosiv – Das Magazin und Exclusiv – Das Starmagazin eingeführt. Conrad etablierte Programmstrukturen, die das Privatfernsehen in Deutschland stark beeinflussten. Conrad gilt zudem als Wegbereiter deutscher Soap-Formate wie Gute Zeiten, schlechte Zeiten, Unter uns, Hinter Gittern sowie der täglichen Talkshow-Formate Hans Meiser und Ilona Christen.
Nachdem Helmut Thoma den Posten des Geschäftsführers an Gerhard Zeiler übergeben hatte, verließ Conrad RTL und gründete zusammen mit Friedrich Wildfeuer die Filmproduktionsgesellschaft Typhoon Networks AG. Dort produzierte er zahlreiche Fernsehsendungen für verschiedene deutsche Sender und einige Kinofilme. Zu den größten Erfolgen zählte die Produktion des Filmes Das Experiment, von dem 2010 ein US-Remake mit Adrien Brody und Forest Whitaker gedreht wurde. Für die Produktion der Fernsehserie Abschnitt 40 wurde Conrad 2003 beim Festival de Télévision de Monte-Carlo als Outstanding European Producer of the Year ausgezeichnet. Für die gleiche Serie wurde er beim Deutschen Fernsehpreis von 2003 bis 2005 jeweils als Produzent der Besten Serie ausgezeichnet. RTL wurde 2001 für Abschnitt 40 bei den New York Festivals mit Bronze ausgezeichnet. Conrad gilt zusammen mit Hugo Egon Balder als Erfinder der Comedy-Show Genial daneben. Zusammen mit Balder entwickelte Conrad auch die RTL Comedyshow Freitag Nacht News, die als Vorläufer der ZDF heute-Show gilt, welche nach Einstellung der Sendung bei RTL deren Headautoren übernommen hat. Zur gleichen Zeit war Conrad Mitglied im Verwaltungsrat der Schweizer Highlight Communications AG und begleitete im Mai 1999 deren Börsengang.
Im November 2004 kehrte Conrad zur RTL Group zurück, wo er die Position des Geschäftsführers übernahm. Nach nur dreieinhalb Monaten musste Conrad überraschend seinen Posten als Geschäftsführer wieder abgeben, nachdem kein Konsens über die zukünftige Positionierung des Senders mit den Gesellschaftern gefunden wurde.
Conrad wechselte dann im Mai 2005 in den Aufsichtsrat der Constantin Film und wirkte ab September 2005 als Produzent und Gesellschafter für die Typhoon AG, deren Vorstand er im Januar 2006 erneut wurde. Die Produktion der von der Kritik gelobten Fernsehserie Im Angesicht des Verbrechens führte schließlich im April 2009 zur Insolvenz der Typhoon AG, da statt der acht bestellten und bezahlten Episoden insgesamt Material für zehn Episoden vorlag und produziert werden musste. Conrad gründete daraufhin seine neue Produktionsfirma ConradFilm.
Im Dezember 2022 sendete die ARD den Dreiteiler Das Geheimnis des Totenwaldes. Die Co-Produktion der ConradFilm und Bavaria Fiction erhielt mehrere Preise und Nominierungen, darunter vier Nominierungen beim Deutschen Fernsehpreis 2021 und acht Nominierungen beim Fernsehpreis der Deutschen Akademie für Fernsehen, wobei der Film den Preis für die Beste Regie und den Besten Filmschnitt gewann. Die Produktion war ebenfalls Finalist bei den C21 International Drama Awards 2021 in London und wurde im April 2022 bei den New York Festivals dreimal mit Gold in den Kategorien Best Crime Drama, Best Production Design und Best Direction ausgezeichnet. Des Weiteren wurde der Mehrteiler 2022 beim Krimifestival Tatort Eifel mit dem „Roland“ ausgezeichnet.
Conrad ist Mitglied der Deutschen Filmakademie, der Deutschen Akademie für Fernsehen sowie der Europäischen Filmakademie. Für mehrere Jahre war er Mitglied der Jury des Deutschen Fernsehpreises. Marc Conrad ist seit 2021 Mitglied der International Academy of Television Arts & Sciences.
Aus seiner 1989 geschlossenen Ehe gingen drei Kinder hervor.

## Filmografie (Auswahl)
Produzent
- 2001: Das Experiment
- 2001: Die Mutter meines Mannes[15]
- 2001: Freitag Nacht News (Comedy-Show)
- 2001–2005: Abschnitt 40 (Fernsehserie, 25 Episoden)
- 2004: Das Zimmermädchen und der Millionär (Fernsehfilm)
- 2005: Die Bluthochzeit
- 2006: Blackout – Die Erinnerung ist tödlich (Fernsehserie, 2 Episoden)
- 2008: Patchwork (Fernsehfilm)
- 2010: Im Angesicht des Verbrechens (Fernsehserie, 10 Episoden)
- 2011: Die Dienstagsfrauen (Fernsehfilm)
- 2012: Und weg bist du (Fernsehfilm)
- 2013: Sieben Tage Ohne (Fernsehfilm)
- 2014: Zwischen Kraut und Rüben (Fernsehfilm)
- 2015: Halbe Brüder
- 2015: Sophie kocht (Fernsehfilm)
- 2015: Große Fische, kleine Fische (Fernsehfilm)
- 2015: Gottlos – Warum Menschen töten (Fernsehserie, 1 Episode)
- 2015: Macho Man
- 2016: Das Programm (Fernsehfilm)
- 2017: Katharina Luther (Fernsehfilm)
- 2017: Schatz, nimm Du sie!
- 2017: Abi ’97 – gefühlt wie damals (Fernsehfilm)
- 2017: Eine Braut kommt selten allein.
- 2018: Der Vorname
- 2020: Schönes Schlamassel (Fernsehfilm)
- 2020: Alle Nadeln an der Tanne (Fernsehfilm)
- 2021: Nestwochen (Fernsehfilm)[16]
- 2024: Nelly und das Weihnachtswunder (Fernsehfilm)

Executive Producer
- 2001–2008: Die Anstalt – Zurück ins Leben (Fernsehserie)
- 2010: The Experiment
- 2015: Weihnachts-Männer (Fernsehfilm)
- 2020: Das Geheimnis des Totenwaldes (Miniserie, 6 Episoden)
- 2023: Sonderlage (Fernsehreihe, 2 Episoden)

## Werke
- Wilhelm Salber, Marc Conrad: Goethe zum Film: Morphologische Markt- und Medienpsychologie. Bouvier Verlag, Bonn 2006, ISBN 978-3-416-03155-4.
- Dirk Blothner, Marc Conrad: Invasion! TV Muster erobern den Fernsehmarkt. Bouvier Verlag, Bonn 2008, ISBN 978-3-416-03127-1.
- Wilhelm Salber, Claudia Pütz, Marc Conrad: Seele macht Filme – Filme machen Seele. HPB University Press, Berlin 2015.

## Auszeichnungen und Nominierungen (Auswahl)
- 1996: Ritter des Ordens der Eichenkrone
- 2001: Europäischer Filmpreis – Nominierung in der Kategorie Bester Film für Das Experiment
- 2001: Deutscher Comedypreis – Nominierung in der Kategorie Beste Comedy-Show für Freitag Nacht News
- 2003: Festival de Télévision de Monte-Carlo – Auszeichnung als Outstanding European Producer of the Year für Abschnitt 40
- 2003: Deutscher Fernsehpreis – Auszeichnung in der Kategorie Beste Serie für Abschnitt 40
- 2004: Deutscher Fernsehpreis – Auszeichnung in der Kategorie Beste Serie für Abschnitt 40
- 2004: Bayerischer Fernsehpreis – Auszeichnung in der Kategorie Beste Serie für Abschnitt 40
- 2005: Deutscher Fernsehpreis – Auszeichnung in der Kategorie Beste Serie für Abschnitt 40
- 2010: Deutscher Fernsehpreis – Auszeichnung in der Kategorie Bester Mehrteiler für Im Angesicht des Verbrechens
- 2011: Grimme-Preis: Auszeichnung in der Kategorie Fiktion für Im Angesicht des Verbrechens
- 2021: Deutsche Akademie für Fernsehen: Nominierung Bester Produzent für Das Geheimnis des Totenwaldes
- 2021: Deutscher Fernsehpreis: Nominierung Bester Mehrteiler für Das Geheimnis des Totenwaldes[17]